# هشت (گروه موسیقی)
هشت به سرپرستی علی عزیزیان از سال ۱۳۸۰ فعالیت‌های خود را آغاز کرد. هدف اصلی تأسیس این پروژه، تجربه‌ای از موسیقی راک با اشعار فارسی بود. گروه هشت در سال ۱۳۸۴ در جشنواره موسیقی «تهران اونیو» (به انگلیسی: Tehran Avenue) مقام اول را در بین گروه‌های زیرزمینی ایرانی سراسر دنیا کسب کرد. عزیزیان از کسانی است که معتقدند عصیان باید از اجزای لاینفک موسیقی راک باشد. خیلی‌ها او را از رادیکال‌ترین و تندترین و شاید عصبانی‌ترین راکرهای ایرانی می‌دانند. صدای او به طور مادرزاد صدایی است با لحن خشمگین و متن ترانه‌های او نیز همیشه نوایی معترض و پرخاشگر و عصیانگر داشته است.

## تاریخچه گروه
علی عزیزیان در ۱۷ سالگی با خرید یک گیتار الکتریکی کهنه اولین تجربه‌های خود را جهت یادگیری نواختن گیتار الکتریک آغاز کرد. در ۱۸ سالگی یعنی سال ۱۳۷۶ وارد دانشگاه شد و در رشته عمران آب به تحصیل پرداخت. با آغاز زندگی دانشجویی و ارتباط با دوستان دانشجویی که آنها نیز ساز می‌زدند، قدم در راه موسیقی گذاشت. نوزده ساله بود که با موسیقی گروه اوهام، از پیشگامان موسیقی راک ایران، آشنا شد. یک سال بعد هم خود او با همکاری شماری از دوستانش گروهی را تشکیل دادند به نام «کم». علی عزیزیان آهنگساز، خواننده و گیتاریست گروه بود و مهدی خراسانی زاده درامز می‌زد، سعید علیرضایی گیتار، لیکا خواجه امیری گیتار بیس، پویا محمودیان کیبورد می‌نواختند. علی عزیزیان در ۲۱ سالگی وارد کنسرواتوری موسیقی تهران شد اما بعد از سه ترم به دلیل کیفیت پایین آموزش، آنجا را ترک کرد. گروه کم از هم پاشید. او با رضا مقدس در استودیو بم آشنا شد و به عنوان دستیار صدابردار شروع به کار کرد. این کار موقعیتی به او می‌داد که علاوه بر یادگیری حرفهٔ صدابرداری بتواند موسیقی خود را نیز مجانا در استودیو ضبط و تهیه کند. او تا آن زمان آهنگ‌های خود را در یک کامپیوتر خانگی و برنامه‌های ویرایش کامپیوتری ضبط می‌کرد. او با مهدی پیرحسینلو، نوازنده گیتار و حمید سعیدی، نوازنده گیتار بیس گروه هشت را در سال ۱۳۸۱ تشکیل داد. گروه هشت آهنگ «می خنده» را تنظیم و ضبط کردند و با این قطعه در مسابقه موسیقی تهران اونیو شرکت کردند و برنده این مسابقهٔ اینترنتی شدند. در همان سال اعضای گروه هشت به دلایل مالی گروه را ترک کردند ولی علی عزیزیان کماکان پروژه گروه هشت را تا امروز با همکاری دیگر نوازندگان و استفاده از برنامه‌های ویرایش موسیقی کامپیوتری ادامه داد و در سال ۱۳۸۹ نیز مجموعه‌ای از آهنگ‌های گروه هشت را در قالب آلبوم بلندتر به بازار موسیقی غیرمجاز ایران ارائه داد.

## آلبوم‌ها
- بلندتر (۱۳۸۹)[۱][۵]

| بلندتر | بلندتر                             | بلندتر |
| شماره  | نام                                | مدت    |
| ------ | ---------------------------------- | ------ |
| ۱.     | «دستهام»                           | ۱:۰۳   |
| ۲.     | «مدرسه»                            | ۳:۲۵   |
| ۳.     | «بِبَر»                              | ۲:۵۵   |
| ۴.     | «لعنتی مرد»                        | ۳:۲۴   |
| ۵.     | «من اینجا هستم»                    | ۳:۴۱   |
| ۶.     | «حرف بزن»                          | ۳:۰۱   |
| ۷.     | «تاریکه»                           | ۵:۱۶   |
| ۸.     | «عیسی»                             | ۴:۱۰   |
| ۹.     | «لیلی»                             | ۵:۱۳   |
| ۱۰.    | «نترس»                             | ۴:۱۲   |
| ۱۱.    | «میخنده»                           | ۲:۵۱   |
| ۱۲.    | «باغ بارون زده (کاور سیاوش قمیشی)» | ۴:۲۰   |
| ۱۳.    | «بدتر شد»                          | ۵:۰۸   |
| ۱۴.    | «آهنگ آخر»                         | ۴:۰۹   |

## اعضا
اعضای گروه هیچ وقت ثابت نبودند و افراد زیادی با علی عزیزیان همکاری داشتند.
- علی عزیزیان: خواننده، آهنگساز و نوازنده گیتار ریتم
- مزدک صادقی: نوازنده گیتار
- کیارش علیمی: نوازنده گیتار بیس، میکسور و صدابردار
- کسری ابراهیمی: نوازنده درامز